# 29ste Prix Lumières
De ceremonie van de 29ste Prix Lumières, georganiseerd door de Académie des Lumières, vond plaats op 22 januari 2024 in Parijs. De nominaties werden op 14 december 2023 bekendgemaakt.

## Winnaars en genomineerden
De winnaars staan bovenaan in vet lettertype.

### Beste film
- Anatomie d'une chute van Justine Triet
  - L'Été dernier van Catherine Breillat
  - Goutte d'or van Clément Cogitore
  - Le Procès Goldman van Cédric Kahn
  - Le Règne animal van Thomas Cailley

### Beste regisseur
- Thomas Cailley - Le Règne animal
  - Catherine Breillat - L'Été dernier
  - Clément Cogitore - Goutte d'or
  - Cédric Kahn - Le Procès Goldman
  - Justine Triet - Anatomie d'une chute

### Beste actrice
- Sandra Hüller - Anatomie d'une chute
  - Catherine Deneuve - Bernadette
  - Léa Drucker - L'Été dernier
  - Virginie Efira - Rien à perdre
  - Hafsia Herzi - Le Ravissement

### Beste acteur
- Arieh Worthalter - Le Procès Goldman
  - Vincent Lacoste - Le Temps d'aimer
  - Karim Leklou - Vincent doit mourir
  - Melvil Poupaud - L'Amour et les Forêts
  - Franz Rogowski - Disco Boy

### Beste jong vrouwelijk talent
- Ella Rumpf - Le Théorème de Marguerite
  - Suzanne Jouannet - La Voie royale
  - Louise Mauroy-Panzani - Àma Gloria
  - Park Ji-Min - Retour à Séoul
  - Claire Pommet - La Vénus d'argent

### Beste jong mannelijk talent
- Raphaël Quenard - Chien de la casse
  - Arthur Harari - Le Procès Goldman
  - Samuel Kircher - L'Été dernier
  - Milo Machado Graner - Anatomie d'une chute
  - Abdulah Sissoko - Le Jeune Imam

### Beste debuutfilm
- Le Ravissement van Iris Kaltenbäck
  - Bernadette van Léa Domenach
  - Chien de la casse van Jean-Baptiste Durand
  - Disco Boy van Giacomo Abbruzzese
  - Vincent doit mourir van Stéphan Castang

### Beste Franstalige film in coproductie
- Les Herbes sèches van Nuri Bilge Ceylan
  - Le Bleu du caftan van Maryam Touzani
  - Lost Country van Vladimir Perišić
  - Les Meutes van Kamal Lazraq
  - The Old Oak van Ken Loach

### Beste scenario
- Justine Triet, Arthur Harari - Anatomie d'une chute
  - Thomas Cailley, Pauline Munier - Le Règne animal
  - Quentin Dupieux - Yannick
  - Cédric Kahn, Nathalie Hertzberg - Le Procès Goldman
  - Iris Kaltenbäck - Le Ravissement

### Beste cinematografie
- Jonathan Ricquebourg - La Passion de Dodin Bouffant
  - Simon Beaufils - Anatomie d'une chute
  - David Cailley - Le Règne animal
  - Hélène Louvart - Disco Boy
  - Sylvain Verdet - Goutte d'or

### Beste filmmuziek
- Vitalic - Disco Boy
  - Amine Bouhafa - Les Filles d'Olfa
  - Clément Ducol - Linda veut du poulet !
  - Andrea Laszlo De Simone - Le Règne animal
  - Chloé Thévenin - La Montagne

### Beste documentaire
- Les Filles d'Olfa van Kaouther Ben Hania
  - Little Girl Blue van Mona Achache
  - Notre corps van Claire Simon
  - La Rivière van Dominique Marchais
  - Sur l'Adamant van Nicolas Philibert

### Beste animatiefilm
- Linda veut du poulet ! van Chiara Malta en Sébastien Laudenbach
  - Interdit aux chiens et aux Italiens van Alain Ughetto
  - Mars Express van Jérémie Périn
  - Saules aveugles, femme endormie van Pierre Földes
  - La Sirène van Sepideh Farsi

## Films met meerdere nominaties
De volgende films ontvingen meerdere nominaties:
| Nominaties | Film                   | Prix Lumières |
| ---------- | ---------------------- | ------------- |
| 6          | Anatomie d'une chute   | 3             |
| 5          | Le Règne animal        | 1             |
| 5          | Le Procès Goldman      | 1             |
| 4          | Disco Boy              | 1             |
| 4          | L'Été dernier          |               |
| 3          | Le Ravissement         | 1             |
| 3          | Goutte d'or            |               |
| 2          | Bernadette             |               |
| 2          | Chien de la casse      | 1             |
| 2          | Les Filles d'Olfa      | 1             |
| 2          | Linda veut du poulet ! | 1             |
| 2          | Vincent doit mourir    |               |